# Atletica leggera ai IV Giochi della Francofonia
Le competizioni di atletica leggera dei IV Giochi della Francofonia di Ottawa-Gatineau si sono svolte dal 19 al 23 luglio 2001 al Terry Fox Stadium di Ottawa, in Canada.

## Podi

### Uomini
| Specialità                        | Oro                   | Prestazione | Argento               | Prestazione | Bronzo                   | Prestazione |
| Corse piane                       |                       |             |                       |             |                          |             |
| 100 m piani (dettagli)            | Stéphane Buckland     | 10.13       | Bruny Surin           | 10.18       | Éric Pacôme N'Dri        | 10.24       |
| 200 m piani (dettagli)            | Stéphane Buckland     | 20.33       | Oumar Loum            | 20.59       | Joseph Batangdon         | 20.75       |
| 400 m piani (dettagli)            | Shane Niemi           | 44.86       | Eric Milazar          | 44.96       | Sofiane Labidi           | 45.45       |
| 800 m piani (dettagli)            | Khalid Tighazouine    | 1:46.53     | Mouhssin Chehibi      | 1:46.63     | Zach Whitmarsh           | 1:46.90     |
| 1500 m piani (dettagli)           | Paweł Czapiewski      | 3:45.08     | Abdelkader Hachlaf    | 3:45.41     | Adil Kaouch              | 3:45.64     |
| 5000 m piani (dettagli)           | Mohammed Amyn         | 13:37.14    | Abderrahim Goumri     | 13:38.06    | Mohamed Saïd El Wardi    | 13:43.12    |
| 10000 m piani (dettagli)          | Ahmed Ibrahim Baday   | 28:13.54    | Abdelhadi Habassa     | 28:16.28    | Aloÿs Nizigama           | 28:37.17    |
| Corse a ostacoli                  |                       |             |                       |             |                          |             |
| 110 m ostacoli (dettagli)         | Dudley Dorival        | 13.60       | Vincent Clarico       | 13.71       | Artur Kohutek            | 13.73       |
| 400 m piani (dettagli)            | Paweł Januszewski     | 49.24       | Yvon Rakotoarimiandry | 49.53       | Mustapha Sdad            | 49.89       |
| 3000 m siepi (dettagli)           | Elarbi Khattabi       | 8:16.63     | Lyes Ramoul           | 8:25.12     | Zouhair Ouerdi           | 8:28.72     |
| Staffette                         |                       |             |                       |             |                          |             |
| Staffetta 4×100 m (dettagli)      | Mauritius             | 39.04       | Costa d'Avorio        | 39.33       | Benin                    | 40.22       |
| Staffetta 4×400 m (dettagli)      | Polonia               | 3:04.91     | Francia               | 3:06.27     | Marocco                  | 3:06.86     |
| Prove su strada                   |                       |             |                       |             |                          |             |
| Maratona (dettagli)               | Mohammed El Hattab    | 2:18:16     | Mustapha Damaoui      | 2:18:31     | Jean-Pierre Monciaux     | 2:20:38     |
| Marcia 20 km (dettagli)           | Hatem Ghoula          | 1:22:56     | Denis Langlois        | 1:23:21     | Gintaras Andriuškevičius | 1:23:35     |
| Salti                             |                       |             |                       |             |                          |             |
| Salto in alto (dettagli)          | Mark Boswell          | 2.31 m      | Kwaku Boateng         | 2.31 m      | Jan Janků                | 2.21 m      |
| Salto con l'asta (dettagli)       | Adam Kolasa           | 5.60 m      | Štěpán Janáček        | 5.55 m      | Khalid Lachheb           | 5.40 m      |
| Salto in lungo (dettagli)         | Jonathan Chimier      | 7.89 m      | Arnaud Casquette      | 7.88 m      | Mickaël Loria            | 7.86 m      |
| Salto triplo (dettagli)           | Arius Filet           | 17.15 m     | Jérôme Romain         | 16.29 m     | Djeke Mambo              | 16.02 m     |
| Lanci                             |                       |             |                       |             |                          |             |
| Getto del peso (dettagli)         | Bradley Snyder        | 19.64 m     | Yves Niaré            | 18.94 m     | Dylan Armstrong          | 17.57 m     |
| Lancio del disco (dettagli)       | Jason Tunks           | 65.10 m     | Virgilijus Alekna     | 64.35 m     | Ionel Oprea              | 63.64 m     |
| Lancio del martello (dettagli)    | Szymon Ziółkowski     | 79.89 m     | Maciej Palyszko       | 75.35 m     | Raphaël Piolanti         | 72.71 m     |
| Lancio del giavellotto (dettagli) | Laurent Dorique       | 76.67 m     | Arûnas Jurkšas        | 73.66 m     | Walid Abderrazak Mohamed | 72.64 m     |
| Prove multiple                    |                       |             |                       |             |                          |             |
| Decathlon (dettagli)              | Pierre-Alexandre Vial | 7890 p.     | Hamdi Dhouibi         | 7548 p.     | Stéphane Bamboux         | 7320 p.     |

### Donne
| Specialità                                            | Oro                                                                         | Prestazione | Argento                | Prestazione | Bronzo                     | Prestazione |
| Corse piane                                           |                                                                             |             |                        |             |                            |             |
| 100 m piani (dettagli)                                | Makaridja Sanganoko                                                         | 11.27       | Venolyn Clarke         | 11.29       | Hanitriniaina Rakotondrabe | 11.40       |
| 200 m piani (dettagli)                                | Kaltouma Nadjina                                                            | 23.07       | Ionela Târlea          | 23.11       | Aïda Diop                  | 23.20       |
| 400 m piani (dettagli)                                | Amy Mbacké Thiam                                                            | 50.92       | Kaltouma Nadjina       | 51.03       | Mireille Nguimgo           | 51.47       |
| 800 m piani (dettagli)                                | Diane Cummins                                                               | 2:00.77     | Irina Krakoviak        | 2:01.27     | Peggy Babin                | 2:01.66     |
| 1500 m piani (dettagli)                               | Elena Iagăr                                                                 | 4:17.03     | Fatma Lanouar          | 4:17.95     | Lidia Chojecka             | 4:18.16     |
| 5000 m piani (dettagli)                               | Tina Connelly                                                               | 16:05.59    | Zhor El Kamch          | 16:15.56    | Inga Juodeškiené           | 16:19.34    |
| 10000 m piani (dettagli)                              | Zhor El Kamch                                                               | 34:07.52    | Lisa Harvey            | 34:23.70    | Diane Nukuri               | 34:30.66    |
| Corse a ostacoli                                      |                                                                             |             |                        |             |                            |             |
| 100 m ostacoli (dettagli)                             | Perdita Felicien                                                            | 12.92 =     | Patricia Buval         | 13.02       | Nadine Faustin             | 13.05       |
| 400 m ostacoli (dettagli)                             | Nezha Bidouane                                                              | 54.91       | Karlene Haughton       | 56.19       | Małgorzata Pskit           | 56.25       |
| Staffette                                             |                                                                             |             |                        |             |                            |             |
| Staffetta 4×100 m (dettagli)                          | Canada                                                                      | 43.73       | Costa d'Avorio         | 43.89       | Madagascar                 | 44.12       |
| Staffetta 4×400 m (dettagli)                          | Polonia Aleksandra Pielużek Aneta Lemiesz Grażyna Prokopek Małgorzata Pskit | 3:28.97     | Francia                | 3:30.04     | Canada                     | 3:31.08     |
| Prove su strada                                       |                                                                             |             |                        |             |                            |             |
| Maratona (dettagli)                                   | Michèle Leservoisier                                                        | 2:44:00     | Clarisse Rasoarizay    | 2:46:29     | Leslie Carson              | 2:50:02     |
| Marcia 10 km (dettagli)                               | Norica Câmpean                                                              | 44:32       | Sonata Milušauskaitė   | 46:10       | Tatiana Boulanger          | 47:11       |
| Salti                                                 |                                                                             |             |                        |             |                            |             |
| Salto in alto (dettagli)                              | Wanita May                                                                  | 1.91 m      | Nicole Forrester       | 1.89 m      | Oana Pantelimon            | 1.84 m      |
| Salto con l'asta (dettagli)                           | Monika Pyrek                                                                | 4.30 m      | Pavla Hamácková        | 4.20 m      | Julie Vigourt              | 4.10 m      |
| Salto in lungo (dettagli)                             | Alice Falaiye                                                               | 6.38 m      | Françoise Mbango Etone | 6.37 m      | Krysha Bayley              | 6.27 m      |
| Salto triplo (dettagli)                               | Cristina Nicolau                                                            | 14.62 m     | Françoise Mbango Etone | 14.56 m     | Adelina Gavrilă            | 13.91 m (w) |
| Lanci                                                 |                                                                             |             |                        |             |                            |             |
| Getto del peso (dettagli)                             | Krystyna Zabawska                                                           | 18.25 m     | Elena Hila             | 17.07 m     | Laurence Manfredi          | 16.82 m     |
| Lancio del disco (dettagli)                           | Nicoleta Grasu                                                              | 64.53 m     | Joanna Wiśniewska      | 56.94 m     | Mélina Robert-Michon       | 56.81 m     |
| Lancio del martello (dettagli)                        | Kamila Skolimowska                                                          | 67.95 m     | Agnieszka Pogroszewska | 65.44 m     | Florence Ezeh              | 64.53 m     |
| Lancio del giavellotto (dettagli) (new javelin model) | Sarah Walter                                                                | 57.34 m     | Ana Mirela Ţermure     | 57.25 m     | Felicia Ţilea              | 56.58 m     |
| Prove multiple                                        |                                                                             |             |                        |             |                            |             |
| Eptathlon (dettagli)                                  | Marie Collonvillé                                                           | 5719 p.     | Kim Vanderhoek         | 5502 p.     | Sophie Marrot              | 5414 p.     |